# Гастон Сангой
Гастон Сангой (ісп. Gastón Sangoy, нар. 5 жовтня 1984, Парана) — аргентинський футболіст, що грав на позиції нападника. Відомий за виступами у низці клубів різних країн, зокрема як Аргентини, так і Перу, Іспанії, Ізраїлю, Кіпру та Індії. Дворазовий чемпіон Аргентини. Володар Кубка Кіпру, кращий бомбардир чемпіонату Кіпру. Володар Кубка Лібертадорес. Дворазовий переможець Рекопи Південної Америки. Володар Міжконтинентального кубка.

## Ігрова кар'єра
Гастон Сангой народився 1984 року в місті Парана. Вихованець футбольної школи клубу «Бока Хуніорс». Дорослу футбольну кар'єру розпочав 2003 року в основній команді того ж клубу, й хоча не став гравцем основи, в перший рік виступів у складі столичного клубу виборов титул чемпіона Аргентини. Протягом 2004—2005 років футболіст грав у оренді в амстердамському «Аяксі», проте також не зумів стати гравцем основи, та повернувся до «Бока Хуніорс», та додав до переліку своїх трофеїв ще один титул чемпіона Аргентини, та двічі ставав переможцем Рекопи Південної Америки. У 2006 році Сангой грав спочатку у складі перуанської команди «Універсітаріо де Депортес», а в 2006—2007 роках у складі колумбійської команди «Мільйонаріос». У 2007 році аргентинський нападник нетривалий час грав за ізраїльський клуб «Хапоель» (Ашкелон).
У кінці 2007 року Гастон Сангой став гравцем кіпрського клубу «Аполлон». У складі лімасольської команди Сангой грав до 2010 року, та в останній рік виступів став у складі команди володарем Кубка Кіпру.
У 2010 році аргентинський футболіст став гравцем іспанського клубу «Спортінг» (Хіхон), у складі якого грав до 2013 року. Більшість часу, проведеного у складі хіхонського «Спортінга», був основним гравцем атакувальної ланки команди, провівши у її складі 65 матчів, та забивши 14 м'ячів.
У 2013 році Гастон Сангой повернувся до кіпрського «Аполлона», де грав цього разу до 2015 року, та в перший сезон після повернення став одним із кращих бомбардирів чемпіонату Кіпру, відзначившись 18 забитими м'ячами. У 2015 року аргентинський нападник перейшов до катарського клубу «Аль-Вакра», а протягом 2016 року грав у складі польського клубу «Арка» та індійського «Мумбаї Сіті». У 2017 році Сангой знову грав на Кіпрі, цього разу за клуб «Неа Саламіна».
У 2018 році Гастон Сангой повернувся на батьквщину до клубу «Атлетіко Парана», у складі якого в 2019 році завершив виступи на футбольних полях.

## Титули і досягнення
- Чемпіон Аргентини (2):

«Бока Хуніорс»: 2003—2004, 2005—2006
- Володар Кубка Кіпру (1):

«Аполлон»: 2009–2010
- Володар Кубка Лібертадорес (1):

«Бока Хуніорс»: 2003
- Переможець Рекопи Південної Америки (2):

«Бока Хуніорс»: 2005, 2006
- Володар Міжконтинентального кубка (1):

«Бока Хуніорс»: 2003
- Кращий бомбардир чемпіонату Кіпру: 2013–2014 (18 м'ячів, разом із Марко Тагбаджумі і Жорже Монтейру)